# Jessica de Bloom
Jessica de Bloom (* 1. März 1983 in Lingen (Ems)) ist eine Professorin an der Reichsuniversität Groningen. Ihr Aletta Jacobs Lehrstuhl für „Personalmanagement, betriebliches Gesundheitsmanagement und Wohlbefinden am Arbeitsplatz“ ist an der Fakultät für Wirtschaftswissenschaften angesiedelt.

## Leben
Jessica de Bloom begann nach dem Abitur am Gymnasium Nordhorn ihre akademische Laufbahn an der Radboud-Universität Nijmegen, an der sie 2012 zum Thema Urlaub und Erholung promovierte. Von 2012 bis 2015 forschte sie als Postdoc an der Universität Tampere, an der sie bis 2017 als Research Fellow verblieb. Von 2017 bis 2023 arbeitete de Bloom an der Universität Tampere und an der Reichsuniversität Groningen als Rosalind Franklin Fellow (Tenure Track) an einem Forschungsprojekt zum Thema Job- und Off-Job Crafting, finanziert durch die Akademie von Finnland und unterstützt durch die Reichsuniversität Groningen. Am 1. März 2023 wurde de Bloom zur Professorin an der Reichsuniversität Groningen berufen.

## Forschungsschwerpunkt
De Blooms Forschungsschwerpunkt liegt auf den psychologischen Auswirkungen der Entgrenzung der Arbeit unter der besonderen Betrachtung der stetig wechselnden Randbedingungen. Dabei geht es insbesondere um das Wohlbefinden des Arbeitenden.

## Veröffentlichungen (Auswahl)
- Diskussion zu Open Science:
Weigelt, O.; French, K.; De Bloom, J. et al.: Moving from opposition to taking ownership of open science to make discoveries that matter. In: Industrial and Organizational Psychology. Band 15, Nr. 4. Cambridge University Press, Dezember 2022, S. 529 – 532, doi:10.1017/iop.2022.66 (cambridge.org).
- Integratives Rahmenmodell zum Thema Job-Crafting und Off-job Crafting:
De Bloom, J., Vaziri, H., Tay, L., & Kujanpää: An identity-based integrative needs model of crafting: Crafting within and across life domains. In: Journal of Applied Psychology. Band 105, Nr. 12, 2020, S. 1423–1446, doi:10.1037/apl0000495 (apa.org).
- Validierung eines Fragebogens zur Erfassung von bedürfnisorientiertem Off-job crafting:
 Kujanpää, M.; Syrek, C.; Tay, L.; de Bloom, J. et al.: Needs-based off-job crafting across different life domains and contexts: Testing a novel conceptual and measurement approach. In: Frontiers in psychology. Band 13, 2022, doi:10.3389/fpsyg.2022.959296.
- Validierung eines Fragebogens zur Erfassung von bedürfnisorientiertem Job crafting: Tusl, M., Bauer, G. F., Kujanpää, M., Toyama, H., Shimazu, A., de Bloom, J. (in press). Needs-based job crafting: Validation of a new scale based on psychological needs. Journal of Occupational Health Psychology
- Validierung des DRAMMA Modells zur Erholung nach und während der Arbeit: Kujanpää, M., Syrek, C., Lehr, D., Kinnunen, U., Reins, J. A., & de Bloom, J. (2020). Need satisfaction and optimal functioning at leisure and work: A longitudinal validation study of the DRAMMA model. Journal of Happiness Studies, 1–27.
- Populärwissenschaftlicher Artikel inklusive Fragebogen zum Thema Crafting: de Bloom., J., & Kosenkranius, M. (2023). How to craft a harmonious life. AEON
- Übersichtsarbeit zum Thema Urlaub und Erholung: Yan, N., de Bloom,J. & Halpenny, E. (2023). Integrative review: Vacations and subjective well-being, Journal of Leisure Research, doi:10.1080/00222216.2023.2193180
- Sonderheft in der Zeitschrift für Personalforschung zum Thema Erholung von der Arbeit: Wendsche, J., de Bloom, J., Syrek, C., & Vahle-Hinz, T. (2021). Always on, never done? How the mind recovers after a stressful workday? German Journal of Human Resource Management, 35(2), 117–151, doi:10.1177/23970022211004598.
- Soziale Medien, Kreativität und Erholung: Kühnel, J., Vahle-Hinz, T., de Bloom, J., & Syrek, C. J. (2017). Staying in touch while at work: Relationships between personal social media use at work and work-nonwork balance and creativity. The International Journal of Human Resource Management, 1–27. doi:10.1080/09585192.2017.1396551.
- Interventionsstudie zum Thema Erholung während der Mittagspause: Sianoja, M., Syrek, C. J., de Bloom, J., Korpela, K., & Kinnunen, U. (2018). Enhancing daily well-being at work through lunchtime park walks and relaxation exercises: Recovery experiences as mediators. Journal of Occupational Health Psychology, 23(3), 428–442. doi:10.1037/ocp0000083.
- Populärwissenschaftliche Übersicht zum Thema Urlaub und Erholung: De Bloom, J. (2015). Making holidays work. The Psychologist, 28(8), 632–636
- Effekte von Urlaub auf Kreativität: De Bloom, J., Ritter, S., Kuehnel, J., Reinders, J., & Geurts, S. (2014). Vacation from work: A “ticket to creativity”? The effects of recreational travel on cognitive flexibility and originality. Tourism Management, 44, 164–171
- Doktorarbeit zum Thema Urlaub und Erholung: De Bloom, J. (2012). How do vacations affect workers’ health and well-being? Vacation (after-) effects and the role of vacation activities and experiences. ‘s Hertogenbosch: BoxPress
- Populärwissenschaftliche Bearbeitung zum Thema Urlaub und Erholung: De Bloom, J. (2012). De kunst van het vakantievieren [The art of celebrating vacations]. Amsterdam, Netherlands: Boom. https://tinyurl.com/yxccqlej